# Stagioni dei Jacksonville Jaguars
Questa è la lista delle stagioni sportive dei Jacksonville Jaguars nella National Football League che documenta i risultati stagione per stagione dal 1995 ad oggi, compresi i risultati nei play-off.

## Risultati stagione per stagione
| Cronistoria dei Jacksonville Jaguars | Cronistoria dei Jacksonville Jaguars | Cronistoria dei Jacksonville Jaguars | Cronistoria dei Jacksonville Jaguars | Cronistoria dei Jacksonville Jaguars | Cronistoria dei Jacksonville Jaguars | Cronistoria dei Jacksonville Jaguars | Cronistoria dei Jacksonville Jaguars | Cronistoria dei Jacksonville Jaguars | Cronistoria dei Jacksonville Jaguars | Cronistoria dei Jacksonville Jaguars |                              |
| Stagione di lega                     | Stagione di squadra                  | Lega                                 | Conference                           | Division                             | Stagione regolare                    | Stagione regolare                    | Stagione regolare                    | Stagione regolare                    | Play-off | Premi individuali                    |                              |
| Stagione di lega                     | Stagione di squadra                  | Lega                                 | Conference                           | Division                             | Pos.                                 | V                                    | S                                    | P                                    | Play-off | Premi individuali                    |                              |
| ------------------------------------ | ------------------------------------ | ------------------------------------ | ------------------------------------ | ------------------------------------ | ------------------------------------ | ------------------------------------ | ------------------------------------ | ------------------------------------ | --- | ------------------------------------ | ---------------------------- |
| 1995                                 | 1995                                 | NFL                                  | AFC                                  | Central                              | 5                                    | 4                                    | 12                                   | 0                                    | non disputati | Inseriti nella AFC Central           |                              |
| 1996                                 | 1996                                 | NFL                                  | AFC                                  | Central                              | 2                                    | 9                                    | 7                                    | 0                                    | V Wild Card Game contro i Buffalo Bills (30-27) V Divisional play-off contro i Denver Broncos (30-27) S AFC Championship contro i New England Patriots (6-20) |                                      |                              |
| 1997                                 | 1997                                 | NFL                                  | AFC                                  | Central                              | 2                                    | 11                                   | 5                                    | 0                                    | S Wild Card Game contro i Denver Broncos (17-42) |                                      |                              |
| 1998                                 | 1998                                 | NFL                                  | AFC                                  | Central                              | 1                                    | 11                                   | 5                                    | 0                                    | V Wild Card Game contro i New England Patriots (25-10) S Divisional play-off contro i New York Jets (24-34)                                                   |                                      |                              |
| 1999                                 | 1999                                 | NFL                                  | AFC                                  | Central                              | 1                                    | 14                                   | 2                                    | 0                                    | V Divisional play-off contro i Miami Dolphins (62-7) S AFC Championship contro i Tennessee Titans (14-33)                                                     |                                      |                              |
| 2000                                 | 2000                                 | NFL                                  | AFC                                  | Central                              | 4                                    | 7                                    | 9                                    | 0                                    | non disputati |                                      |                              |
| 2001                                 | 2001                                 | NFL                                  | AFC                                  | Central                              | 5                                    | 6                                    | 10                                   | 0                                    | non disputati |                                      |                              |
| 2002                                 | 2002                                 | NFL                                  | AFC                                  | South                                | 3                                    | 6                                    | 10                                   | 0                                    | non disputati | Inseriti nella AFC South             |                              |
| 2003                                 | 2003                                 | NFL                                  | AFC                                  | South                                | 3                                    | 5                                    | 11                                   | 0                                    | non disputati |                                      |                              |
| 2004                                 | 2004                                 | NFL                                  | AFC                                  | South                                | 2                                    | 9                                    | 7                                    | 0                                    | non disputati |                                      |                              |
| 2005                                 | 2005                                 | NFL                                  | AFC                                  | South                                | 2                                    | 12                                   | 4                                    | 0                                    | S Wild Card Game contro i New England Patriots (3-28) |                                      |                              |
| 2006                                 | 2006                                 | NFL                                  | AFC                                  | South                                | 3                                    | 8                                    | 8                                    | 0                                    | non disputati |                                      |                              |
| 2007                                 | 2007                                 | NFL                                  | AFC                                  | South                                | 2                                    | 11                                   | 5                                    | 0                                    | V Wild Card Game contro i Pittsburgh Steelers (31-29) S Divisional play-off contro i New England Patriots (20-31)                                             |                                      |                              |
| 2008                                 | 2008                                 | NFL                                  | AFC                                  | South                                | 4                                    | 5                                    | 11                                   | 0                                    | non disputati |                                      |                              |
| 2009                                 | 2009                                 | NFL                                  | AFC                                  | South                                | 4                                    | 7                                    | 9                                    | 0                                    | non disputati |                                      |                              |
| 2010                                 | 2010                                 | NFL                                  | AFC                                  | South                                | 2                                    | 8                                    | 8                                    | 0                                    | non disputati |                                      |                              |
| 2011                                 | 2011                                 | NFL                                  | AFC                                  | South                                | 3                                    | 5                                    | 11                                   | 0                                    | non disputati |                                      |                              |
| 2012                                 | 2012                                 | NFL                                  | AFC                                  | South                                | 4                                    | 2                                    | 14                                   | 0                                    | non disputati |                                      |                              |
| 2013                                 | 2013                                 | NFL                                  | AFC                                  | South                                | 3                                    | 4                                    | 12                                   | 0                                    | non disputati |                                      |                              |
| 2014                                 | 2014                                 | NFL                                  | AFC                                  | South                                | 3                                    | 3                                    | 13                                   | 0                                    | non disputati |                                      |                              |
| 2015                                 | 2015                                 | NFL                                  | AFC                                  | South                                | 3                                    | 5                                    | 11                                   | 0                                    | non disputati |                                      |                              |
| 2016                                 | 2016                                 | NFL                                  | AFC                                  | South                                | 4                                    | 3                                    | 13                                   | 0                                    | non disputati |                                      |                              |
| 2017                                 | 2017                                 | NFL                                  | AFC                                  | South                                | 1                                    | 10                                   | 6                                    | 0                                    | V Wild Card Game contro i Buffalo Bills (10-3) V Divisional play-off contro i Pittsburgh Steelers (45-42)                                                     |                                      |                              |
| Totale                               | Totale                               | Totale                               | Totale                               | Totale                               | Totale                               | 160                                  | 200                                  | 0                                    | Record di stagione regolare | Record di stagione regolare          | Record di stagione regolare  |
| Totale                               | Totale                               | Totale                               | Totale                               | Totale                               | Totale                               | 7                                    | 6                                    |                                      | Record dei play-off | Record dei play-off                  | Record dei play-off          |
| Totale                               | Totale                               | Totale                               | Totale                               | Totale                               | Totale                               | 167                                  | 206                                  | 0                                    | Stagione regolare e play-off | Stagione regolare e play-off         | Stagione regolare e play-off |

Legenda
- Vittoria nel Super Bowl (dal 1966)
- Vittoria nella lega (1920-1969)
- Vittoria nella Conference

- Vittoria nella Division
- Qualificazione al Wild Card Game (dal 1978)
- V = Vittorie

- S = Sconfitte
- P = Pareggi
- T = Posizione a pari merito